# Биссинген-ан-дер-Текк
Биссинген-ан-дер-Тек (нем. Bissingen an der Teck) — община в Германии, в земле Баден-Вюртемберг. Подчиняется административному округу Штутгарт. Входит в состав района Эслинген. Население составляет 3481 человека (на 31 декабря 2015 года). Занимает площадь 17,06 км².